# Arn-Henrik Blomqvist
Arn-Henrik Blomqvist, född 27 oktober 1962 i Helsingfors, är en finländsk regissör, teaterchef och musiker. 
Efter studier vid Helsingfors universitet 1984–1988 var Blomqvist konstnärligt ansvarig vid Teater Viirus 1987–1994 och chef för Åbo Svenska Teater 1997–2000. Han är timlärare i skådespelararbete vid Konstuniversitetets Teaterhögskola sedan 1987 och verkställande direktör för Ab Pinesome Film Productions Oy samt Smartsome Productions sedan 1992. Han har regisserat närmare 90 teateruppsättningar och över tio filmproduktioner. Av hans teaterföreställningar har många varit på turnéer och inbjudna till internationella festivaler i de nordiska länderna, Estland och Kuba. Hans uppsättning av Magnus Dahlströms Stålverket på Folkteatern i Göteborg nominerades till Sveriges bästa föreställning 1995. 
Bland andra av Blomqvists betydande regier kan nämnas Jean-Paul Sartres Djävulen och Gud Fader, Ben Eltons Gasping, Fjodor Dostojevskijs Bröderna Karamazov, Samuel Becketts I väntan på Godot, My Fair Lady, William Shakespeares Hamlet och Marie Jones Stenar i fickan. Mycket betydelsefulla har vidare varit Blomqvists uppsättningar av skolpjäserna Råmeo & Juulia, Jag O Tello och McBT, som han också skrivit tillsammans med bland andra Harriet Abrahamsson och Paul Olin, och som i Svenska teaterns regi turnerat i finska skolor runtom hela Finland för att sprida intresset för svenska språket.